# Жидко, Геннадий Валериевич
Геннадий Валериевич Жидко (12 сентября 1965, Янгиабад, Ильичёвский район, Сырдарьинская область, Узбекская ССР, СССР — 16 августа 2023, Москва, Россия) — российский военачальник, генерал-полковник. Заместитель министра обороны Российской Федерации — начальник Главного военно-политического управления Вооружённых сил Российской Федерации (2021—2022). Герой Российской Федерации (2017).
Из-за поддержки российско-украинской войны находился под санкциями 27 стран ЕС, Великобритании, Украины, США, Канады, Швейцарии, Австралии, Японии, Новой Зеландии.

## Биография
Родился 12 сентября 1965 года, по совпадению — в день танкиста, в селе Янгиабад (Ильичёвский район Сырдарьинской области Узбекской ССР, ныне — Сардобинского района Республики Узбекистан).
В 1987 году окончил Ташкентское высшее танковое командное училище. Служил в 27-й гвардейской мотострелковой дивизии Приволжского и Приволжско-Уральского военного округов с пунктом базирования в селе Тоцкое Тоцкого района Оренбургской области, где прошёл путь от командира взвода до командира дивизии, был досрочно произведён в капитаны, а затем и в полковники. Получал поощрения за организацию огневой подготовки от командующего войсками П-УрВО генерал-полковника А. И. Баранова. В дальнейшем был командиром 92-го мотострелкового полка с пунктом базирования в Душанбе (Республика Таджикистан).
В 1997 году окончил Военную академию бронетанковых войск имени Маршала Советского Союза Р. Я. Малиновского, а в 2007 году — Военную академию Генерального штаба Вооружённых Сил Российской Федерации. С августа 2007 по июль 2009 года — командир 20-й гвардейской мотострелковой дивизии Северо-Кавказского военного округа с пунктом базирования в Волгограде. Во время пребывания на данном посту продолжил работу генерал-майора А. П. Лапина по налаживанию доверительных взаимоотношений с воинскими коллективами, совершенствованию боевой и технической подготовки. Также приступил к переводу дивизии на «контракт». С июля 2009 по январь 2011 года — заместитель командующего 20-й гвардейской армией Московского, затем Западного военного округов со штабом в Воронеже. С января 2011 по январь 2015 года — начальник штаба — первый заместитель командующего 6-й общевойсковой армией ЗВО с пунктом базирования в Санкт-Петербурге. Участвовал в становлении данного соединения, за свои организаторские способности был отмечен командующим 6-й армией генерал-майором Е. А. Устиновым, командующим войсками ЗВО генерал-полковником А. В. Бахиным.
С января 2015 по сентябрь 2016 года — начальник штаба — первый заместитель командующего 2-й гвардейской общевойсковой армией, с сентября 2016 по ноябрь 2017 года — командующий 2-й гвардейской общевойсковой армией Центрального военного округа со штабом в Самаре. Армия под командованием Жидко неоднократно принимала участие во внезапных учениях и проверках, в ходе которых показывала высокую боеготовность и мобильность. Во время проведения военных учений «Запад-2017», подразделения армии в кратчайшие сроки были переброшены из Самары на Кольский полуостров. 20 февраля 2016 года получил звание генерал-майора. В декабре 2017 года сменён в должности командующего 2-й армией генерал-майором Р. У. Мурадовым.
«Значительному росту профессионализма военнослужащих способствовало повышение интенсивности боевой подготовки, а также опыт участия в боевых действиях в Сирии. […] Подчинённые мне офицеры и солдаты гордятся службой в Российской армии. С таким личным составом можно идти в бой».
Участвовал в военной операции России в Сирии, в 2016 году занимал должность начальника штаба группировки Вооружённых сил Российской Федерации в Сирии. Нестандартное и искусное полководческое мышление военного советника Жидко было отмечено начальником Генерального штаба ВС России и первым заместителем министра обороны России генералом армии В. В. Герасимовым. 9 мая 2017 года принимал парад на площади Куйбышева в Самаре, посвящённый 72-летию победы в Великой Отечественной войне.
С 22 ноября 2017 по 3 ноября 2018 года — заместитель начальника Генерального штаба Вооружённых сил Российской Федерации. 11 июня 2018 года получил звание генерал-лейтенанта. В ноябре 2018 года назначен командующим войсками Восточного военного округа, вместо А. А. Журавлёва, перешедшего на пост командующего войсками Западного военного округа, 13 ноября представлен руководящему составу в штабе округа в Хабаровске.
11 июня 2020 года получил звание генерал-полковника. 12 ноября 2021 года назначен заместителем министра обороны Российской Федерации — начальником Главного военно-политического управления Вооружённых Сил Российской Федерации, вместо генерал-полковника А. В. Картаполова, избранного депутатом Государственной думы. По некоторым данным, в мае 2022 года назначен командующим российскими войсками, участвующими во вторжении на территорию Украины, сменив генерала армии А. В. Дворникова, в связи с чем попал под санкции США. 28 июля 2022 года вместо Жидко новым заместителем министра обороны и начальником Главного военно-политического управления назначен В. П. Горемыкин.
С 6 июля по 5 октября 2022 года — вновь командующий войсками Восточного военного округа.
Скончался 16 августа 2023 года в Москве после продолжительной болезни на 58-м году жизни. Похоронен на Федеральном военном мемориале «Пантеон защитников Отечества».

## Санкции

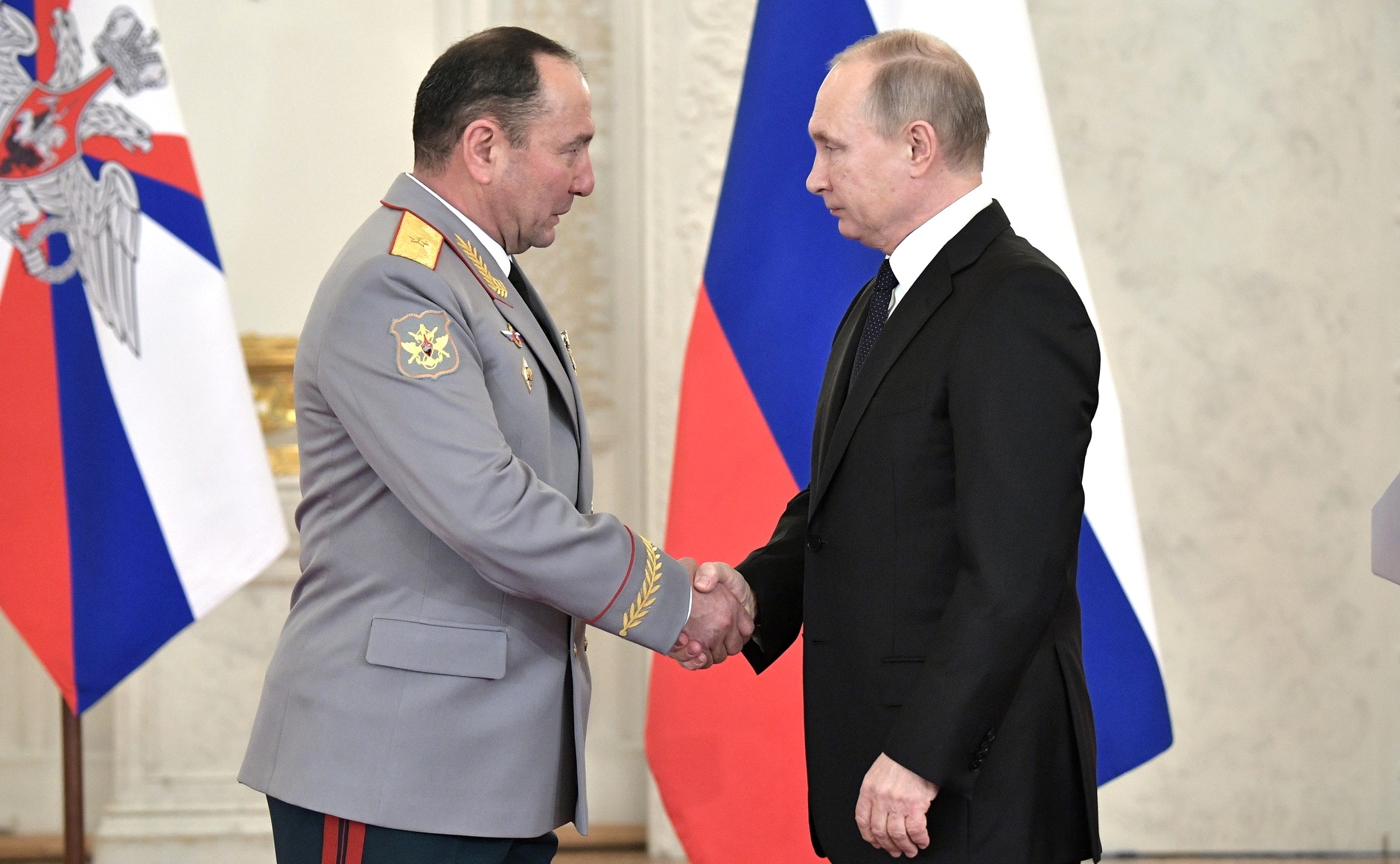
Жидко и Путин, Кремль, 2017 год

С 6 октября 2022 года находился под санкциями всех стран Европейского союза на основании следующей формулировки:

В июне 2022 года он принял оперативное командование агрессивной войной России против Украины, он командовал Южной группировкой войск России. Он активно участвовал в развертывании войск в Украине и контролировал реализацию приказа о направлении российских подростков на украинский театр военных действий. Он активно поддерживает и оправдывает агрессивную войну России против Украины— «Официальный журнал Европейского союза», Брюссель, 6 октября 2022 года
С 6 мая 2022 года находился под санкциями Канады за «соучастие в выборе президента Путина вторгнуться в мирную и суверенную страну».
По аналогичным основания с 15 марта 2022 года находился под санкциями Великобритании. С 15 марта 2022 года находился под санкциями Соединённых Штатов Америки. С 12 октября 2022 года находился под санкциями Швейцарии. С 25 февраля 2022 года находился под санкциями Австралии. С 18 марта 2022 года находился под санкциями Японии. Указом президента Украины Владимира Зеленского от 19 октября 2022 попал под действие санкций со стороны Украины. С 3 мая 2022 года находился под санкциями Новой Зеландии.

## Награды
- Звание «Герой Российской Федерации» с вручением медали «Золотая Звезда» (26 декабря 2017, указом президента России) — за героизм и мужество, проявленные при исполнении воинского долга[3][48][49]. Награда вручена президентом России В. В. Путиным 28 декабря 2017 года на торжественной церемонии в Георгиевском зале Большого Кремлёвского дворца в Москве[50].
- Орден «За заслуги перед Отечеством» 4-й степени с мечами[3][4]
- орден «За военные заслуги»[3][4]
- медаль ордена «За заслуги перед Отечеством» 2-й степени[3][4]
- другие медали[3][4]